# Partito Democratico Cristiano (El Salvador)
Il Partito Democratico Cristiano (in spagnolo: Partito Demócrata Cristiano - PDC) è un partito politico salvadoregno fondato nel 1960.

## Storia
Nel corso della sua storia ha espresso un Presidente della Repubblica, José Napoleón Duarte, in carica dal 1984 al 1989. Successivamente, ha visto ridimensionare il proprio peso politico, schiacciato dal duopolio ARENA-FMLN.
Alle presidenziali del 2014 ha sostenuto con GANA la candidatura dell'ex presidente Antonio Saca e nel 2019 il candidato di ARENA Carlos Calleja, in entrambi i casi senza successo.

## Risultati elettorali
| Elezione          | Voti    | %     | Seggi   |
| ----------------- | ------- | ----- | ------- |
| Parlamentari 1994 | 240.451 | 17,87 | 18 / 84 |
| Parlamentari 1997 | 93.545  | 8,36  | 10 / 84 |
| Parlamentari 2000 | 87.078  | 7,20  | 6 / 84  |
| Parlamentari 2003 | 101.855 | 7,28  | 5 / 84  |
| Parlamentari 2006 | 138.538 | 6,93  | 6 / 84  |
| Parlamentari 2009 | 153.654 | 10,9  | 5 / 84  |
| Parlamentari 2012 | 61.772  | 2,74  | 1 / 84  |
| Parlamentari 2015 | 55.698  | 2,47  | 1 / 84  |
| Parlamentari 2018 | 65.994  | 3,11  | 2 / 84  |
| Parlamentari 2021 | 44.378  | 1,70  | 1 / 84  |

| Elezione           | Elezione | Candidato      | Voti    | %     | Esito                |
| ------------------ | -------- | -------------- | ------- | ----- | -------------------- |
| Presidenziali 2014 | I turno  | Antonio Saca   | 307.603 | 11,44 | ❌ Non eletta/o (3º) |
| Presidenziali 2019 | I turno  | Carlos Calleja | 857.084 | 31,72 | ❌ Non eletta/o (2º) |